# Лохтачева, Нина Владимировна
Нина Владимировна Лохтачева (19 сентября 1948 — 1 мая 2022) — советский и российский художник, заслуженный художник России, первая женщина-оружейник.

## Биография
Родилась 19 сентября 1948 года в селе Косихе Алтайского края. Жила в г. Златоусте Челябинской области. Училась на художественно-графическом отделении Златоустовского-педагогического училища по специальности «учитель рисования и черчения» (1967—1971). В 1999—2004 годы обучалась в Магнитогорском государственном университете.
Творческую деятельность начала художником — оформителем в Златоустовском драматическом театре им. 10-летия Октября с 1967 по 1976 годы.
С 1976—1990 гг. — художник творческой группы цеха гравюры на металле (16 цех) Златоустовского инструментального завода им. В. И. Ленина;
С 1980 г. вошла в творческую группу художников златоустовского завода имени В. И. Ленина в цехе гравюры.
С 1988 г. — член Челябинского регионального отделения ВТОО «Союз художников России».
С 1989 г.- член международной ассоциации изобразительных искусств (АИАП) ЮНЕСКО.
В 1990 г. — Нина Владимировна Лохтачева вместе с Александром Ивановичем Лохтачевым и Григорием Ивановичем Манушем основали ТОО «Мастерские декоративно-прикладного искусства „ЛиК“» (Лохтачевы и Компания).
С 1992 по 2018 — возглавляла коллектив художников-гравёров «Мастерских декоративно-прикладного искусства „ЛиК“».
С 1996 г. — заслуженный художник России.
Нина Владимировна Лохтачева — передовик промысла Златоустовской гравюры. За время работы ведущим художником Мастерских «ЛИК» создала авторские разработки по украшению холодного оружия, посуды, церковной утвари и скульптуры.
В творчестве Нина Владимировна придерживалась классического стиля Бушуевской школы гравюры и оружейного ремесла, создавала орнаментальные композиций на основе растительно-цветочной вязи. Нина Владимировна также знаток орнаментов разных народов, отражающих художественную культуру многонациональной России.

### Семья
Муж — скульптор и художник-ювелир Александр Иванович Лохтачев, сын — художник-ювелир Денис Александрович Лохтачев.

## Творческая деятельность
Нина Владимировна стала первым гравёром, принятым в Союз художников РСФСР.
Работы, созданные мастерскими «ЛиК» под руководством Лохтачева А. И., разработанные и украшенные Лохтачевой Н. В. хранятся в музеях России и мира, в частных коллекциях.
- «Щит и Меч Победы» для Центрального мемориального музея Великой Отечественной войны на Поклонной горе, Москва[12].
- Мечи «Памяти и благодарности» странам-участницам антигитлеровской коалиции. Были вручены президентом России Борисом Ельциным президентам Англии, Франции и США — Биллу Клинтону, Джону Мейджеру и Жаку Шираку[13][14][15].

- Дарохранительница главного алтаря храма Христа Спасителя, Москва[16][17].

- Серебряный оклад к чудотворной иконе Иверской Божией Матери для Святоозерского Богородицкого Иверского монастыря на Валдае[18].

- Серебряный оклад иконы Преподобного Варлаама Хутынского-чудотворца для Спасо-Преображенского Варлаамо-Хутынский женского монастыря[19].

- Серебряную ризу раки Преподобного Варлаама Хутынского для Спасо-Преображенского Варлаамо-Хутынский женского монастыря[20].
- Призовые кубки для Международного Фестиваля национальных театров.
- Коллекция холодного оружия, посвящённого 300-летию Санкт-Петербурга и 850-летию города Москвы.

- В 2013 году к 100-летию освящения Морского Никольского собора в Кронштадте была изготовлена работа, выполненная по эскизам В. А. Косякова- серебряная водосвятная чаша. Орнамент на чаше выполнен с учётом стиля и технологий конца 19 — начала 20 века[21].

- В 2013 году была закончена работа по изготовлению оклада для уникального списка Табынской иконы Божией матери (с. Усть-Миасское, Курганской области)[22].

- В рамках Программы празднования 700-летия преподобного, творческий коллектив под руководством Александра Лохтачева принял участие в благоукрашении воссоздаваемого Храма Сергия Радонежского (г. Пушкин). К освящению Храма было изготовлено торжественное напрестольное Евангелие, украшенное рельефными изображениями, несколько наборов для причастия. Самым главным предметом утвари стал Ковчег для частицы мощей Сергия Радонежского[23].

## Общественная деятельность
Являлась постоянным членом Межправительственной комиссии Россия-Германия и принимала участие в переговорах, подготовки Года Германии в России и Года России в Германии.
Являлась Членом Правления Международного союза немецкой культуры (МСНК), а с 2010 по 2018 гг. — являлась Председателем территориального объединения российских немцев (ТОРН). Принимала участие в заседаниях межправительственной комиссии Россия — Германия.
2000—2012 Нина Владимировна Лохтачева — член Художественного-экспертного совета Челябинской области.
С 1997 года мастерские начинают работать в области церковного искусства. В этом же году с благословения Патриарха Московского и всея Руси Алексия II, а также по решению Священного Синода мастерским «ЛиК» была доверена работа по воссозданию Дарохранительницы для Главного престола Храма Христа Спасителя.
В 1998 году Мастерские «ЛиК» получают статус «Патриарших мастерских».
В 2000 году Дарохранительница была передана в дар и установлена в Главном Алтаре Храма Христа Спасителя. За проведённую работу по воссозданию, Александр Иванович Лохтачев награждён орденом Святого благоверного князя Даниила Московского III степени.

## Награды и звания
- Заслуженный художник России (1997)[29]
- почётная грамота Губернатора Челябинской области (2005)[30]
- Знак отличия «За заслуги перед Челябинской областью» (19 ноября 2013) — за выдающиеся заслуги в социально-экономическом развитии Челябинской области[30]
- Медаль «Честь и Польза»
- Медаль за заслуги перед Челябинской областью[31]

### Общественные награды
- Орден Святой равноапостольной княгини Ольги (2000)
- Орден «Голубь мира» от Московского фонда мира и паломнического центра «Благословенный Афон»,
- Серебряная медаль Межрегиональной художественной выставки «Урал XI»,
- Орден «Екатерина II» от Международного союза немецкой культуры и Землячества немцев из России,
- Орден «Главный мастер» им. Ф. П. Бирбаума — от Мемориального фонда Карла Фаберже.[32]